# Zora Young

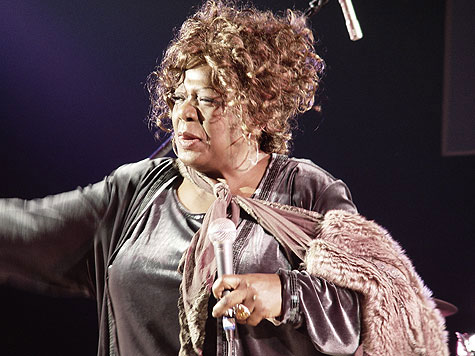
Zora Young (2007)

Zora Young (* 21. Januar 1948 in West Point, Mississippi) ist eine US-amerikanische Blues-Sängerin. Sie ist eine entfernte Verwandte von Howlin’ Wolf.

## Biografie
Bereits in jungen Jahren sang Zora Young Gospel-Lieder. Als sie sieben Jahre alt war, zog ihre Familie nach Chicago, wo sie im Kirchenchor sang. Erst relativ spät begann sie, R&B und Blues zu entdecken.
In ihrer langen Karriere trat sie mit vielen bekannten Künstlern auf, darunter Junior Wells, Jimmy Dawkins, Bobby Rush, Buddy Guy, Albert King, B. B. King und viele andere. Zu den Musikern, mit denen sie Aufnahmen machte, zählen Willie Dixon, Sunnyland Slim, Paul deLay und etliche mehr.
Ihr erstes eigenes Album, Travelin‘ Light, erschien 1991. Sie war mehr als 30 Mal in Europa auf Tour und ist ein beliebter Gast bei großen Blues-Festivals.

## Diskografie
- Travelin' Light (Deluge Records, 1991)
- Learned My Lesson (Delmark Records, 2000)
- Tore Up from the Floor Up (Delmark, 2005)
- Sunnyland (Airway, 2009)
- The French Connection (Delmark, 2009)